# 普里亞德基夫卡
49°46′17″N 35°15′29″E / 49.77139°N 35.25806°E
普里亞德基夫卡（烏克蘭語：Прядківка）是位於烏克蘭東部的村莊，由哈爾科夫州博霍杜希夫區的科洛馬克市鎮負責管轄。該村距離里祖年科韋、克拉馬里夫卡和米羅什尼基夫卡2公里，始建於1775年，面積0.58平方公里，海拔高度150米，2001年人口46。